# Babiana tubulosa
Babiana tubulosa là một loài thực vật có hoa trong họ Diên vĩ. Loài này được (Burm.f.) Ker Gawl. miêu tả khoa học đầu tiên năm 1827.